# Hermann Weißenborn (Philologe)
Hermann Weißenborn (vollständiger Name Johann Christian Hermann Weißenborn, auch Weissenborn, * 24. September 1813 in Gera; † 16. Januar 1886 in Erfurt) war ein deutscher Klassischer Philologe, Historiker und Bibliothekar. Er war von 1840 bis 1849 an der Universität Jena tätig und ab 1849 in Erfurt am Königlichen Gymnasium (bis 1877) sowie an der Königlichen Bibliothek.

## Leben
Hermann Weißenborn war der Sohn des fürstlichen Rates und Steuerdirektors Johann Christian Andreas Weißenborn (Sonneborn 1766 – Gera 1818) und der Friederike Christiane Sara Dorothea „Dorette“ geb. Rousseau (Gotha 1777 – Gera 1845). Er wuchs mit sechs Geschwistern in Untermhaus bei Gera auf. Nach dem frühen Tode seines Vaters erhielt er Privatunterricht und besuchte von 1822 bis 1829 das Gymnasium Rutheneum. Anschließend studierte er Klassische Philologie, zunächst an der Universität München, wo ihn besonders Friedrich Thiersch beeinflusste; ab 1830 dann in Leipzig. Im Sommer 1830 erlitt seine Familie einen weiteren Schicksalsschlag: Seine Schwestern Anna Philippine und Antonie starben im Juni beziehungsweise September in Mailand, wo sie zusammen mit ihrer Mutter einen Bruder besucht hatten. Hermann Weißenborn beendete sein Studium in Leipzig mit der Promotion zum Dr. phil. im Januar 1832; seine Inauguraldissertation war von Gottfried Hermann angeregt und betreut worden.
Zu Ostern 1833 kehrte Weißenborn nach Gera zurück und unterrichtete dort vertretungsweise am Gymnasium Rutheneum während der Krankheit des Direktors August Gotthilf Rein. Gleichzeitig besorgte er den Druck seiner ersten wissenschaftlichen Abhandlung, die er noch in Leipzig verfasst hatte und 1834 veröffentlichte. Die folgenden Jahre waren von häufigen Ortswechseln und Weiterqualifikation gekennzeichnet: Um in den preußischen Schuldienst zu gelangen, zog Weißenborn im Juli 1834 nach Berlin und vertiefte seine Studien an der dortigen Universität. Insbesondere besuchte er Lehrveranstaltungen der Archäologie und Sprachwissenschaft (Altgermanisch und Sanskrit). Schon im November 1834 bestand er die Oberlehrerprüfung und ging als Probekandidat an das Friedrichswerdersche Gymnasium, wo er jedoch keine Festanstellung erhielt. Stattdessen stellte ihn der Fürst Adolf zu Hohenlohe-Ingelfingen ab Oktober 1865 als Hauslehrer seines Sohnes Carl an. Weißenborn unterrichtete den Prinzen zwei Jahre lang auf dem Familiensitz in Koschentin und begleitete ihn dann 1837 an die Universität Breslau, wo Carl Rechtswissenschaften studierte; mit dessen Eintritt in die preußische Armee endete Weißenborns Hauslehrertätigkeit.
Nach einem kurzen Aufenthalt in Gera (Januar bis Mai 1840) habilitierte sich Weißenborn an der Universität Jena im Fach Klassische Philologie. Die Seminardirektoren Heinrich Karl Eichstädt, Ferdinand Gotthelf Hand und Karl Wilhelm Göttling förderten den jungen Privatdozenten und erreichten im Oktober 1843 seine Ernennung zum außerordentlichen Professor; aber Weißenborns Lehrerfolg war eher gering und die Aussichten auf eine ordentliche Professur schwach. Darum verließ Weißenborn schließlich die Universität Jena und ging als Oberlehrer an das Königliche Gymnasium in Erfurt. Dort unterrichtete er verschiedene Fächer (hauptsächlich Latein, Griechisch, Deutsch und Geschichte) und setzte seine wissenschaftliche Arbeit fort. Nebenamtlich war er als Bibliothekar an der Königlichen Bibliothek tätig, wo er unter anderem die Handschriftenbestände der Bibliotheca Amploniana verwaltete. Als Bibliothekar blieb er auch nach seinem Eintritt in den Ruhestand (Ostern 1877) aktiv.

## Wissenschaftliches Werk
Weißenborn hatte im Laufe seines Lebens verschiedene Forschungsschwerpunkte. Von seiner Leipziger Studienzeit rührte seine Beschäftigung mit der griechischen Metrik her, die sich bis in seine Jenaer Jahre fortsetzte. Sowohl die Inauguraldissertation als auch die Habilitationsschrift gehören diesem Bereich an. In Jena verlegte er sich auch auf die griechische Geschichte und Topographie, zu der er eine vielbeachtete Monographie mit dem Titel Hellen veröffentlichte (1844), die seinen drei Kollegen Eichstädt, Hand und Göttling gewidmet war. Später fanden diese Interessen noch ihren Niederschlag in seiner Abhandlung über die Ausgrabungen in Ninive (1851).
Schon in Jena verlegte sich Weißenborn mehr und mehr auf die Wissenschafts- und Bildungsgeschichte der Frühen Neuzeit. Im Vorfeld des 300-jährigen Gründungsjubiläums der Universität Jena veröffentlichte er 1848 Briefe von Philipp Melanchthon, die mit der Gründung der Universität und Melanchthons Berufung an sie zusammenhingen. In Erfurt beschäftigte sich Weißenborn dann intensiv mit der dortigen Bildungsgeschichte und verfasste wichtige Schriften zum Gelehrtenschulwesen der Stadt sowie zur Bibliotheca Amploniana. Im Ruhestand arbeitete er an grundlegenden Editionen zur Geschichte der alten Erfurter Universität, darunter die Stiftungsurkunden, die Statuten von 1447 und die Studentenmatrikel der Jahre 1392 bis 1636. Bei diesen Arbeiten unterstützte ihn vor allem der Bibliothekar Adalbert Hortzschansky, der vor allem den Registerband zur Studentenmatrikel zur Publikation vorbereitete (1899).

## Schriften (Auswahl)
- De versibus iambico-antispasticis. Leipzig 1834
- De basi versuum glyconeorum. Jena 1840 (Habilitationsschrift)
- De versibus glyconicis. Particula prima: De basi versuum glyconeorum. Leipzig 1840
- De versibus glyconicis. Particula secunda: De numero primario versuum glyconeorum. Leipzig 1841
- Hellen. Beiträge zur genaueren Erforschung der altgriechischen Geschichte, mit besonderer Rücksicht auf die Topographie. Jena 1844
- Philipp Melanthon’s Briefwechsel über Gründung der Universität Jena und seine Berufung an dieselbe. Jena 1848
- Appendix librorum symbolicorum ecclesiae orientalis. Ex schedis posthumis Ernesti Julii Kimmel … edidit, praefationem indicem et additamenta ad partem priorem adiecit Herm. Joa. Christ. Weissenborn. Jena 1850
- Ninive und sein Gebiet mit Rücksicht auf die neuesten Ausgrabungen im Tigristhale. Erfurt 1851
- Hierana I. II. III. Beiträge zur Geschichte des Erfurtischen Gelehrtenschulwesens. Erfurt 1862
- Die Urkunden zur Geschichte des Amplonius de Fago. In: Mittheilungen des Vereins für die Geschichte und Alterthumskunde von Erfurt. Band 8 (1877), S. 87–128; Band 9 (1880), S. 129–183
- Acten zur Geschichte der Universität Erfurt. Teil 1: Päpstliche Stiftungsbullen. Statuten von 1447. Allgemeine Studentenmatrikel, erste Hälfte (1392–1492). Halle 1881
- Acten der Erfurter Universität. Teil 2: Allgemeine und Facultätsstatuten von 1390-1636. Allgemeine Studentenmatrikel, zweiter Teil (1493–1636). Halle 1884
- Acten der Erfurter Universität. Teil 3: Register zur allgemeinen Studentenmatrikel (1392–1636). Halle 1899